# Salix koeieana
Salix koeieana är en videväxtart som beskrevs av A. Skvorts.. Salix koeieana ingår i släktet viden, och familjen videväxter. Inga underarter finns listade i Catalogue of Life.